# Dugges Ale- & Porterbryggeri

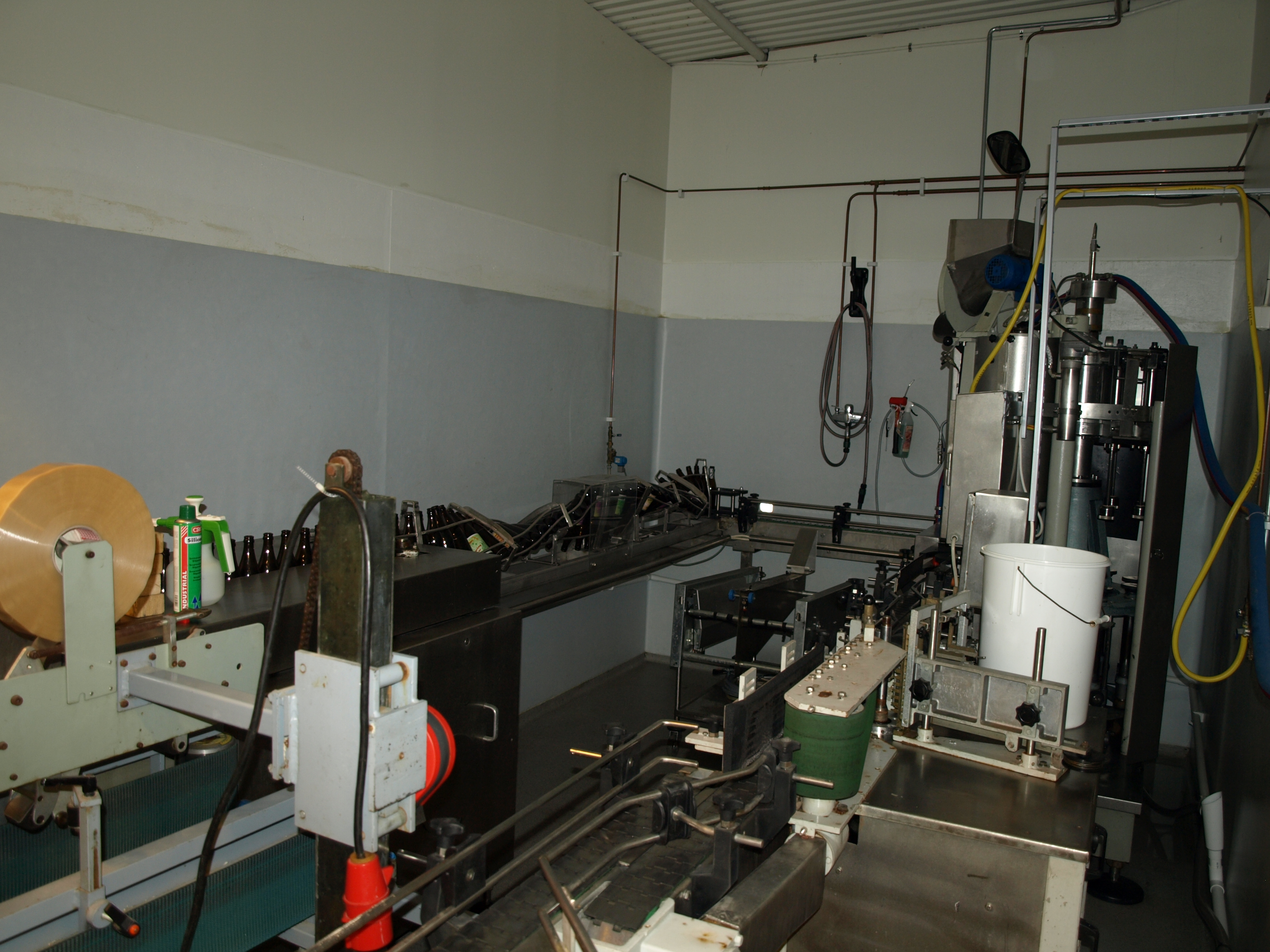
Bottelarij Dugges

Dugges Ale- & Porterbryggeri (Dugges ale- en porterbrouwerij) is een Zweedse microbrouwerij te Mölndal, Göteborg.

## Geschiedenis
De microbrouwerij werd in 2005 opgericht door Mikael Dugge Engström te Mölndal. De brouwerij is gespecialiseerd in bovengistingsbieren en sterk geïnspireerd door de Amerikaanse microbrouwerijen. De ales worden gebrouwen met veel hop zoals Chinook en er worden regelmatig nieuwe soorten bier op de markt gebracht. De brouwerij heeft een groot aantal prijzen gewonnen, onder andere een gouden medaille op het Stockholm Beer & Whisky Festival. De bieren worden ook verkocht via de Systembolaget.

## Bieren
- dhuggish deepa!, DIPA, 9%
- celebration!, American Pale Ale, 6,5% - gouden medaille 2009 Stockholm bier- & whiskyfestival
- never mind the bollox!, Double IPA, 9% - zilveren medaille 2008, 2009 Stockholm bier- & whiskyfestival
- bollox!, India Pale Ale, 7,8% - bronzen medaille 2007 Stockholm bier- & whiskyfestival
- idjit!, Imperial Stout, 9,5%
- 1/2 idjit!, Imperial porter, 7%
- perfect idjit!, oaked Imperial stout, 9,5%
- holy cow!, IPA, 7%
- high five!, IPA, 7,5% - gouden medaille 2007 Stockholm bier- & whiskyfestival
- Rudolf, Ren Ale, 3,5% & 7%
- Brandmästare Andréns Törstsläckare, 2,8% - gouden medaille 2009, 2011 Stockholm bier- & whiskyfestival
- Spotlight, 3,5% - bronzen medaille 2012 Stockholm bier- & whiskyfestival
- Avenyn ale, Pale Ale, 5% - gouden medaille 2009 Stockholm bier- & whiskyfestival
- Kals Stout, oatmeal stout, 5%
- Lager no.1, blonde lager, 4,7%
- Post Lager, blonde lager, 4,5%
- Gustafs Finger, strong bitter, 5,8% - bronzen medaille 2012 Stockholm bier- & whiskyfestival